# Verbania
Verbania je italské město v oblasti Piemont, hlavní město provincie Verbano-Cusio-Ossola. Leží na břehu jezera Lago Maggiore.
K 31. prosinci 2011 zde žilo 31 323 obyvatel.

## Přehled

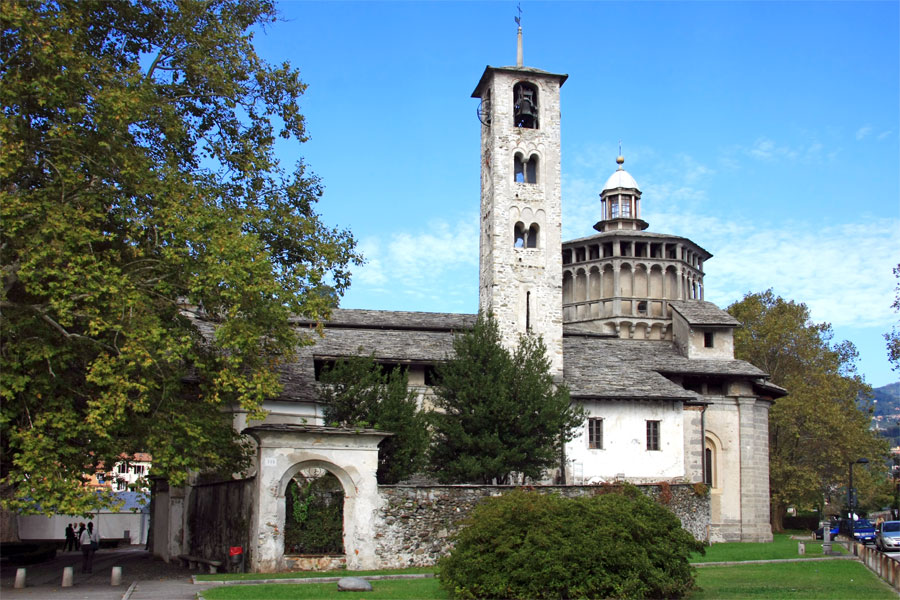
Kostel Madonna di Campagna

Město je obrácené k městu Stresa ležícímu v přímé vzdálenosti 3,7 km přes jezero Maggiore a 16 km po silnici. Dnešní Verbania byla založena v roce 1939 sloučením měst Intra a Pallanza podle královského výnosu 702. Od roku 1992 je hlavním městem provincie Verbano-Cusio-Ossola. Malý ostrůvek ležící co by kamenem dohodil od břehů frazione Pallanzy a oddělený od něj úzkým pásem vody o šířce pouhých 10 nebo 15 metrů, známý jako Isolino di San Giovanni, je známý tím, že byl v letech 1927 až 1952 domovem Artura Toscaniniho.
Verbania se skládá z následujících lokalit: Antoliva, Bieno, Biganzolo, Cavandone, Fondotoce, Intra, Pallanza, Possaccio, Suna, Torchiedo, Trobaso a Zoverallo.

## Sousední obce
Arizzano, Baveno, Cambiasca, Cossogno, Ghiffa, Gravellona Toce, Laveno-Mombello, Mergozzo, Miazzina, San Bernardino Verbano, Stresa, Vignone

## Partnerská města
- Bourg-de-Péage, Francie, 1961
- Crikvenica, Chorvatsko, 1995
- East Grinstead, Spojené království, 1991
- Mindelheim, Německo, 1994
- Piatra Neamţ, Rumunsko, 2010
- Sant Feliu de Guíxols, Španělsko, 1994
- Schwaz, Rakousko, 2010